# Balsac
Balsac era una comuna francesa situada en el departamento de Aveyron, de la región de Occitania, que el 1 de enero de 2017 pasó a ser una comuna delegada de la comuna nueva de Druelle-Balsac al fusionarse con la comuna de Druelle.

## Demografía
| Gráfica de evolución demográfica de Balsac entre 1800 y 2014 |
|                                                              |

Los datos demográficos contemplados en este gráfico de la comuna de Balsac se han cogido de 1800 a 1999 de la página francesa EHESS/Cassini, y los demás datos de la página del INSEE.